# Las abandonadas
Las abandonadas es una película mexicana de drama y romance de 1944, escrita y dirigida por Emilio «El Indio» Fernández y protagonizada por Dolores del Río y Pedro Armendáriz. 

## Argumento
En el México de 1914, Margarita es una mujer de pueblo que es seducida y abandonada por Julio. Al ser deshonrada es echada de su casa familiar por su padre y se va a malvivir a México donde tiene a su hijo y cae en la prostitución. Conforme el niño va creciendo ella va afianzándose en su profesión hasta llegar a contar con clientes de dinero que la conocen como Margot. Un buen día llega el General Juan Gómez a la casa donde trabaja Margot y al conocerla se enamora de ella de manera fulminante y esa misma noche se la lleva a vivir con él. Juan trata a su amante como a una reina, le compra una casa enorme y la llena de lujos, pero la mantiene vigilada, hasta que un buen día le retira la escolta para descubrir con quien se cartea pues sospecha que lo engaña. Margot, sintiéndose libre, va a visitar a su hijo que vive con una antigua amiga de ella llamada Gualupita sin saber que Juan la sigue a escondidas. Cuando regresa a su casa Juan le pide matrimonio y le confiesa que ha descubierto su secreto y le ofrece ser el padre de su hijo.
Margot está loca de felicidad y a punto de reunir una familia con el hombre que la adora y con su pequeño y rodeada de lujos cuando de pronto una noche en que va a al teatro con Juan, este es aprehendido y asesinado por la policía al intentar resistirse. Ahí descubre que Juan no era general sino el jefe de la Banda del Automóvil Gris y la policía la involucra como cómplice, al grado de condenarla a ocho años de prisión. Ella acepta la pena y solo pide que la dejen llevar personalmente a su hijo al orfanato.
Al cumplir su condena, ocho años después, Margot sale de prisión y junto a Gualupita va directamente a recoger a su hijo al orfanato para llevárselo a vivir con ella. El director del orfanato al saber de su pasado se niega a entregárselo porque ve un brillante porvenir para el chico y siente que Margot lo va a truncar. Cuando Margot comprueba que el director tiene razón en cuanto a los talentos de su hijo no solamente se lo deja al director, sino que cuando se entrevista con el chico le oculta que ella es su madre y por el contrario le miente diciéndole que ha muerto.
Margarita busca infructuosamente trabajo y termina volviendo a la prostitución, pero esta vez en la calle donde poco a poco va descendiendo en la desesperación hasta convertirse en una ladrona, pero siempre con el dinero que puede conseguir hace lo mismo: enviárselo a Gualupita para que siga pagando la educación de su hijo y logre ser un gran abogado y hombre de bien. Y en efecto, pocos años después su hijo, Margarito, se convierte en abogado y gana un famoso caso que lo convierte en toda una personalidad. Margot asiste al juicio de manera anónima y lo ve triunfar y al acercarse a él en el tumulto del festejo por su triunfo él le regala una moneda que ella valora por ser la prueba de que logró hacer de su hijo un gran abogado y hombre de bien.

## Recepción

### Crítica
Este filme ocupa el lugar 93 dentro de la lista de las 100 mejores películas del cine mexicano, según la opinión de 25 críticos y especialistas del cine en México, publicada por la revista somos en julio de 1994.

### Premios y nominaciones
| Categoría              | Persona              | Resultado |
| ---------------------- | -------------------- | --------- |
| Mejor Película         | Mejor Película       | Nominada  |
| Mejor Director         | Emilio Fernández     | Nominado  |
| Mejor Actriz           | Dolores del Río      | Ganadora  |
| Mejor Actor            | Pedro Armendáriz     | Nominado  |
| Mejor Edición          | Gloria Schoemann     | Nominada  |
| Mejor Sonido           | Jesús González Gancy | Nominada  |
| Mejor Actor de Cuadro  | Arturo Soto Rangel   | Nominado  |
| Mejor Actriz de Cuadro | Fanny Schiller       | Nominada  |